# Eric Haseltine
Pour les articles homonymes, voir Haseltine.
Eric Haseltine, né le 11 octobre 1951, est un fonctionnaire américain qui a notamment été le directeur de la recherche de la National Security Agency (NSA) de 2002 à 2005. 